# Laguna Picú (San Andrés)
A  Laguna Picú  é um lago localizado na Guatemala. Localiza-se no departamento de El Petén, Município de San Andrés.